# Велики Преслав
Велики Преслав (буг. Велики Преслав; до 1993. године само Преслав) је град у Републици Бугарској, у источном делу земље, седиште истоимене општине Велики Преслав у оквиру Шуменске области.
Велики Преслав је био престоница првог бугарског царства 893. до 972. године и истовремено један од значајних градова југоисточне Европе.

## Географија
Положај: Велики Преслав се налази у источном делу Бугарске. Од престонице Софије град је удаљен 340 km источно, а од обласног средишта, Шумена град је удаљен 20 km југоисточно.
Рељеф: Област Великог Преслава се налази у области побрђа, које се назива Лудогорјем, на приближно 140 m надморске висине. Град је смештен на валовитом подручју.
Клима: Клима у Великом Преславу је континентална.
Воде: У близини Великог Преслава протиче више мањих водотока.

## Историја
Област Великог Преслава је првобитно било насељено Трачанима, а после њих овом облашћу владају стари Рим и Византија. Јужни Словени ово подручје насељавају у 7. веку.
Од 9. века до 1373. године област је била у саставу средњовековне Бугарске. Већ само име града указује на брзу словенизацију Бугара. Рано словенско насеље утврђују почетком 9. века а бржем развоју доприноси близина раније престонице Плиске. Град се развија за време владавине кана Крума и Омуртага. 960. године град заузима кијевски Руси под владаром Сватославом I Кијевским, а касније га заузима и Византија под Јованом I Цимискијем. Град су коначно уништили Татари око 1270. године, након чега је преостало становништво установило нов град у близини дотадашњег Преслава.
Крајем 14. века област Великог Преслава је пала под власт Османлија, који владају облашћу 5 векова.
Године 1878. град је постао део савремене бугарске државе. Насеље постоје убрзо средиште окупљања за села у околини, са више јавних установа и трговиштем.
Овде се налази Округла црква.

## Становништво
По проценама из 2010. године Велики Преслав је имао око 9.200 становника. Већина градског становништва су етнички Бугари, а мањина су Турци. Остатак су махом Роми. Последњих деценија град губи становништво због удаљености од главних токова развоја у земљи.
Претежан вероисповест месног становништва је православље, а мањинска ислам.

## Галерија
- Средњовековна тврђава у Преславу
- Преславски манастир
- Златна црква